# 劳伦斯堡 (肯塔基州)
劳伦斯堡是美国肯塔基州安德森县的一座城市。在美国2010年人口普查时，全市人口为10,505人。该镇也是安德森县的县治。 该镇始建于1827年。

## 历史
1780年代初德国移民雅各布·考夫曼来到今天的劳伦斯堡，因此它一开始被称为“考夫曼”或“考夫曼站”。1817年1月22日在这里设立的邮局被称为劳伦斯堡。这个名字是按当地的一个酒吧主人命名的。1820年该地获得劳伦斯的官方名字。但是后来被改为劳伦斯堡。这个名字是以一名海军军官詹姆斯·劳伦斯命名的。
1850年肯塔基州议会正式认证劳伦斯堡的城市地位。
1888年四玫瑰烧酒厂在劳伦斯堡成立，1910年建造了西班牙传教站式的厂房建筑。今天这座建筑被列入國家史蹟名錄。威凤凰烧酒厂也位于劳伦斯堡。

## 地理
根据美国人口调查局的数据，全市总面积3.7平方英里，全部都是陆地。

## 人口统计
| 调查年                | 人口   | 备注  | %±     |
| --------------------- | ------ | ----- | ------ |
| 1830                  | 297    |       | —      |
| 1870                  | 393    |       | —      |
| 1880                  | 638    |       | 62.3%  |
| 1890                  | 1,382  |       | 116.6% |
| 1900                  | 1,253  |       | −9.3%  |
| 1910                  | 1,723  |       | 37.5%  |
| 1920                  | 1,811  |       | 5.1%   |
| 1930                  | 1,763  |       | −2.7%  |
| 1940                  | 2,046  |       | 16.1%  |
| 1950                  | 2,369  |       | 15.8%  |
| 1960                  | 2,523  |       | 6.5%   |
| 1970                  | 3,579  |       | 41.9%  |
| 1980                  | 5,167  |       | 44.4%  |
| 1990                  | 5,911  |       | 14.4%  |
| 2000                  | 9,014  |       | 52.5%  |
| 2010                  | 10,505 |       | 16.5%  |
| 2016年估计            | 11,169 | [ 7 ] | 6.3%   |
| U.S. Decennial Census |        |       |        |

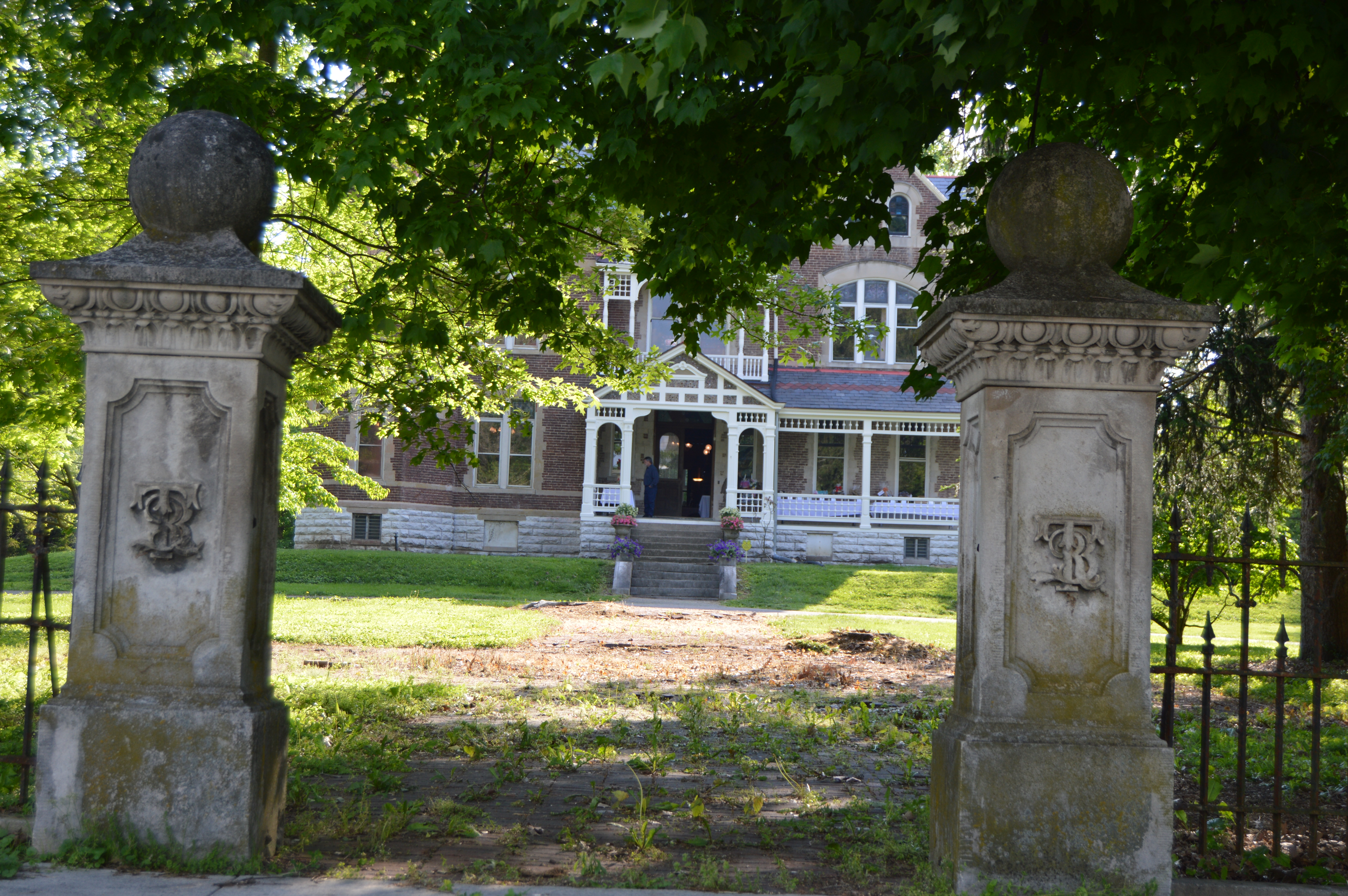
创立威凤凰烧酒厂的家族的老房今天被收入国家史迹名录

根据2010年的人口普查市内有10,505名居民，分4194个户、2882个家庭。城市的人口密度为每平方千米1096.22人。其中93.3%是美国白人、3.2%是非裔美国人、0.2%是美洲土著人、0.8%是亚裔美国人、0.9是其他人种。混血儿占1.5%。拉丁美洲裔和西班牙裔的人占1.9%。
市内的4194个户中34.9%有18岁以下的未成年人、47.7%是结婚夫妇、15.7%是带孩子的单身妇女、31.3%不是家庭、26.3%是单身汉、10.0%有65岁以上的老年人。平均每户2.48人，平均每个家庭2.96人。
市内居民的人口结构为26.7%在18岁以下、5.7%在19到24岁之间、29.9%在25到44岁之间、23.3%在45到64岁之间、12.1%在65岁以上。市民的平均年龄为35.2岁。女子对男子的性别比为100：88.2。18岁以上的市民的性别比为100：82.6。
每户的年平均收入为44,778美元，家庭的年平均收入为58,582美元。男子的平均年收入为38,040美元，女子的平均年收入为35,184美元。人均年收入为21,427美元。约9.1%的家庭和13.5%的居民生活在贫困线以下，其中包括23.2%的未成年人和8.5%的老年人。

### 2000年人口统计
截至2000年的人口普查，全市共有9014居民，3545户和2524个家庭。人口密度是2427.0每平方英里。 该镇3733个住房单位平均密度为1005.1个每平方公里。全镇人口94.30%是白种人，4.10%是非洲裔美国人，0.17%是美国土著，0.17%是亚裔，0.01%是太平洋岛民，0.27%来自其他种族，还有0.99%是混血。西班牙裔和拉丁美洲裔总占总人口的1.11%。
全镇3545户的37.5%有18岁以下的孩子和他们居住，55.1%户是已经结婚的，12.4%户已婚丧夫的家庭，还有28.8%户是非家庭。3545户的24.5%由个人组成，10.8%户居住着65岁及以上的独居老人。平均每户有2.51人，每个家庭3.00人。
全镇18岁以下的少年儿童及青少年占总人口的37.5%，8.5%的人口居于18岁到24岁之间，32.1%的人口居于25岁到44岁之间，19.3%的人口居于45岁到64岁之间，还有12.6%的人口是65岁以上的老年人。人口年龄的中位数是33岁，平均每100个女性对应88.2男性。18岁以上的每100个女性对应82.9个男性。

## 教育

### 小学
劳伦斯堡有六所小学。

### 中学
劳伦斯堡有四所中学。

### 高校
劳伦斯堡有一座社群和技术高校。

## 名人
- 安德鲁麦琪 - 潜艇先驱